# 스티븐 D. 뉴먼
스티븐 D. 뉴먼(Stephen D. Newman, 1943년 1월 20일 ~ )은 미국의 배우이다.
시애틀에서 태어났다.

## 영화
- 소피의 선택 (1982년) - 래리 역
- 내가 사랑한 스파이 (1976년)